# Rimou
Rimou är en kommun i departementet Ille-et-Vilaine i regionen Bretagne i nordvästra Frankrike. Kommunen ligger i kantonen Antrain som tillhör arrondissementet Fougères-Vitré. År 2022 hade Rimou 350 invånare.

## Befolkningsutveckling
Antalet invånare i kommunen Rimou
Referens:INSEE